# Садиба М. Я. Макарова
Садиба М. Я. Макарова — Пам'ятка архітектури та історії місцевого значення в Ніжині. Нині тут розміщується художній відділ музею.

## Історія
Рішенням виконкому Чернігівської обласної ради народних депутатів трудящих від 28.06.1989 № 130 надано статус «пам'ятника історії місцевого значення» з охоронним № 6942 під назвою «Садиба Н. Я. Макарова, де у 1827 року М. В. Гоголь читав свої перші твори».
Спочатку два об'єкти було внесено до «списку нововиявлених пам'яток архітектури» під назвами «Садиба Миколи Макарова» та «Флігель у садибі Н. Я. Макарова».
Наказом Міністерства культури і туризму від 21.12.2012 № 1566 надано статус «пам'ятник архітектури» місцевого значення з охоронним № 10031-Чр під назвою «Комплекс садиби І. Макарова».

## Опис
Садиба Н. Я. Макарова — характерний приклад громадянської архітектури Ніжина періоду пізнього класицизму. Садиба розташована між сучасними вулицями Небесної Сотні, Гребінки та Братів Зосим. Комплекс садиби складається з головного будинку та флігеля. Головний будинок був побудований у 1820 році у формах пізнього класицизму.
Будинок належав Миколі Макарову. В 1848 закінчив Ніжинський юридичний ліцей, став керівником Московської казенної палати, часто влітку відвідував Ніжин. Був у дружніх стосунках з Тарасом Шевченком. За переказами, у цьому будинку в 1827 читав свої перші твори Микола Гоголь. Наприкінці ХІХ століття будинок разом із маєтком у Липовому Розі перейшли у власність родича Макарова — генерала Розгонова.
Кам'яний, одноповерховий, прямокутний у плані будинок з коридорним плануванням, головний фасад спрямований на схід до вулиці Небесної Сотні. У третій чверті ХІХ століття було прибудовано ризаліт (з боку двору) і галерею, у результаті план отримав складну конфігурацію. Високі прямокутні віконні отвори оздоблені прямими сандриками на кронштейнах, під вікнами пропущений карниз простого профілю. Завершує фасад вінчаючий карниз, який у формах характерних для Ніжинської архітектури XVIII—XIX століть — цегляний профіль поєднується з дерев'яною підшивною звісою. Дворовий фасад розчленовують пілястри, на які спирається повний антаблемент із багатообломним виносним карнизом. Отвори прикрашені лиштвами, під вікна пропущений фриз, що складається з ніш, ширина яких прив'язана до ширини отворів. Галерея пізніше була закладена з облаштуванням віконних отворів. Ризаліт завершується аттиком, фасад — бічними трикутними фронтонами.
Кам'яний, одноповерховий, прямокутний у плані флігель розташований уздовж вулиці Братів Зосим. Розділений поперечними несучими стінами на кілька компартментів, пов'язаних між собою анфіладою. З боку вулиці облаштований неглибокий 3-осьовий ризаліт, підвіконна площина оброблена суцільним рустом. Віконні прорізи прямокутні, стіни вінчає характерний для Ніжина карниз з великим звисом.
У 1952 році було встановлено меморіальну табличку до 100-річчя від дня смерті Миколи Гоголя (мармур).
У будинку розміщувалися вечірня школа робітничої молоді та філія середньої школи № 1. У 2020 році були проведені ремонтно-реставраційні роботи. Зараз тут розміщуються експозиційний та виставковий зали художнього відділу музею. У 2021 році передбачалося створення «Грецького скверу садиби Макарових».